# Rivière Senneville
Pour les articles homonymes, voir Senneville.
La rivière Senneville est un affluent de la rive est du lac Blouin, coulant dans la municipalité de Senneterre et la ville de Val d'Or, dans la municipalité régionale de comté (MRC) de La Vallée-de-l'Or, dans la région administrative du Abitibi-Témiscamingue, au Québec, au Canada.
La foresterie est l'activité principale de ce bassin versant. Les activités récréotouristiques arrivent en second, notamment la navigation de plaisance sur les lacs Senneville et Blouin.
La surface de la rivière Senneville est généralement gelée de la mi-décembre à la mi-avril.

## Géographie

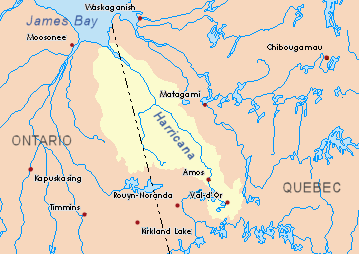
Bassin hydrographique de la rivière Harricana.

Les bassins versants voisins de la rivière Senneville sont :
- côté nord : rivière Courville, rivière Noire, rivière Taschereau ;
- côté est : rivière Roquetaillade, rivière Pascalis, Lac Pascalis, rivière Noire ;
- côté sud : rivière Harricana, rivière Bourlamaque, rivière Laverdière ;
- côté ouest : lac Fiedmont, rivière Vassan, rivière Harricana, rivière Fiedmont.

La source de la rivière Senneville début en zone de marais à 320 m d'altitude. Cette source est située à 1,8 km au nord du lac Pascalis ; à 4,4 km à l'ouest de la source de la rivière Noire ; à 8,2 km à l'est du Lac Tiblemont ; à 15,0 km au sud-est de Senneterre (ville) ; à 25,1 km au nord-est de la confluence de la rivière Senneville.
À partir de sa source, la rivière Senneville coule sur 31,9 km selon les segments suivants :
Partie supérieure de la rivière Senneville (segment de 16,9 km)
- 5,1 km vers l'ouest en formant un crochet vers le sud et en traversant une zone de marais, jusqu'à un ruisseau (venant du nord) ;
- 11,8 km vers le sud-ouest en recueillant plusieurs ruisseaux, jusqu'à la confluence de la rivière Courville (venant du nord).

Partie inférieure de la rivière Senneville (segment de 15,0 km)
À partir de l'embouchure de la rivière Courville, la rivière Senneville coule sur :
- 6,5 km vers le sud-ouest, jusqu'à la route 397 ;
- 3,8 km vers le sud-ouest en recueillant un ruisseau (venant du nord), jusqu'à la rive nord-est du lac Senneville ;
- 2,9 km vers le sud-ouest en traversant la partie nord-ouest du lac Senneville (longueur : 3,5 km ; altitude : 307 m), jusqu'à son embouchure situé sur la rive ouest ;
- 1,8 km vers le sud-ouest, jusqu'à son embouchure[1].

La rivière Senneville se déverse sur la rive nord du lac Blouin, constituant la tête de la rivière Harricana, à :
- 1,6 km au nord de l'embouchure de la rivière Bourlamaque ;
- 4,3 km au nord-est de l'embouchure du lac Blouin qui constitue le lac de tête de la rivière Harricana ;
- 16,0 km au nord-est du centre-ville de Val d'Or ;
- 37,8 km au sud-est du centre-ville de Senneterre.

## Toponymie
Le terme Senneville s'avère un patronyme de famille d'origine française. Dans le nord-ouest québécois, ce terme se réfère à plusieurs toponymes : canton, barrage, chemin, rue, lac, marécage, parc public, rivière et ex-municipalité (Val-Senneville, devenu un secteur de Val-d'Or).
Cet hydronyme figure sur une carte datée de 1929.
Le toponyme rivière Senneville a été officialisé le 5 décembre 1968 à la Commission de toponymie du Québec.